# MÁVAG
MÁVAG (Magyar Királyi Államvasutak Gépgyára; em português: Fábrica Real do Estado de Máquinas Ferroviárias) era uma produtora de trens da Hungria, que se fundiu com a Ganz e renomeou-se Ganz-Mavag. MÁVAG era propriedade do Reino da Hungria, portanto estatal. Após a Segunda Guerra Mundial, a MÁVAG foi nacionalizada, e o termo "Királyi" ("Real") foi removido do seu nome.
A empresa empregava milhares de trabalhadores. Os edifícios estavam no VIII. distrito de Budapeste, delimitada pelas seguintes ruas: Rua Kőbányai, Avenida Hungária, Rua Vajda Péter, e Rua Orczy. Foi a mais importante fábrica de máquinas húngaras no século XIX, juntamente com Csepel Művek (Fábricas Csepel). Os produtos mais respeitados da MÁVAG eram locomotivas a vapor. A primeira foi produzida em 1873, e produziu o famoso MÁVAG locomotiva n.º 424 a partir de 1924. A fábrica de motores e vagões Ganz fabricava produtos semelhantes à época, principalmente locomotivas a diesel e carruagens de luxo para exportação.
Até 1959 a empresa produziu 7.578 locomotivas. MÁVAG têm exportado muitos locomotivas: a partir de 1900, a Itália e a Romênia, depois para o Egito, a Índia, a Iugoslávia, e da Coreia. Após 1945, a empresa exportou comboios a diesel para a URSS, em 1961 se tornou bem conhecida lá por causa do "Д1", trem local a diesel.
Em 1959, MÁVAG fundiu-se com a Ganz e foi renomeado Ganz-MÁVAG. Durante o regime militar brasileiro, numa tentativa de combater os efeitos da crise do petróleo, foi anunciado no final de outubro de 1973, ganhando a alcunha de trens húngaros. Ficaram com esse nome por terem sido importados da Hungria em troca de café.